# Йоганн Баптист Емануель Поль
Йоганн Баптист Емануель Поль (нім. Johann Baptist Emanuel Pohl; 23 лютого 1782 — 22 травня 1834) — австрійський ботанік, натураліст.
Зробив значний внесок до ботаніки, описавши безліч видів рослин.
Спеціалізувався на папоротеподібних і на насіннєвих рослинах.
Стандартне авторське скорочення Pohl використовується для позначення цієї особи як автора при цитуванні ботанічного імені.

## У Бразилії
У 1817 році він супроводжував ерцгерцогиню Леопольдіну до Бразилії з нагоди її одруження, а потім був обраний урядом для участі в австрійській експедиції для збирання мінералогічних та геологічних матеріалів.
Після повернення доктора Мікана в Європу він також відповідав за колекцію ботанічних матеріалів. Поль провів чотири роки між 1817 і 1821 роками в Бразилії, протягом яких досліджував переважно провінції Мінас-Жерайс, Гояс, Баїя; а також провінцію Ріо-де-Жанейро аж до району Іта-Гранде.

## Наукові роботи
- Adumbrationes plantarum juxta exemplaria naturalia. 1804.
- Tentamen florae Bohemiae. 1809—1814.
- Plantarum Brasilliae icones et descriptiones hactenus ineditae. 1826—1833.
- Reise im Inneren von Brasilien. 1832—1837.